# Reimar
Reimar oder Raimar ist eine Variante des männlichen Vornamens Reinmar.

## Namensträger

### Vorname
- Reimar von Alvensleben (1940–2023), deutscher Agrarwissenschaftler
- Reimar Johannes Baur (1928–2023), deutscher Film- und Theaterschauspieler
- Reimar Hans von Bülow (1656–1712), deutscher Offizier in dänischen Diensten
- Reimar Dahlgrün (1914–1982), deutscher Pianist, Professor und Publizist
- Reimar Gilsenbach (1925–2001), deutscher Schriftsteller, Umwelt- und Menschenrechtsaktivist
- Reimar von Güntersberg († 1418), Herrenmeister des Johanniterordens
- Reimar Hobbing (1874–1919), deutscher Verleger
- Reimar Hollmann (1921–1986), deutscher Journalist und Zeitungsredakteur
- Reimar Horten (1915–1994), deutscher Luftfahrtpionier
- Reimar von Karstedt (* um 1560; † 1618), deutscher Jurist und Domdechant am Havelberger Dom
- Reimar Kock († 1569), deutscher Theologe und Chronist
- Reimar Kuntze (1902–1949), deutscher Kameramann
- Reimar Lenz (1931–2014), deutscher Publizist und Schriftsteller
- Reimar Lenz (* 1956), deutscher Informationstechniker
- Reimar Lüst (1923–2020), deutscher Astrophysiker und Wissenschaftsmanager
- Reimar Müller (1932–2020), deutscher Klassischer Philologe
- Reimar Oltmanns (* 1949), deutscher Journalist und Buchautor
- Reimar Peter von Rheder (1660–1711), Lübecker Domherr und königlich dänischer Rat
- Reimar Schefold (* 1938), Schweizer Anthropologe
- Reimar Julius von Schwerin (1695–1754), deutscher Generalleutnant
- Reimar Zeller (1925–2007), deutscher Theologe und Kunsthistoriker

### Pseudonym
- Adolf Glaser (1829–1915), deutscher Schriftsteller und Journalist: Reinald Reimar
- Friedrich Rückert (1788–1866), deutscher Dichter und Übersetzer: Freimund Reimar
- Marie Zedelius (1826–1892), deutsche Schriftstellerin: F. L. Reimar